# Síndrome del corazón izquierdo hipoplásico
El síndrome del corazón izquierdo hipoplásico es una rara enfermedad del corazón presente desde el momento del nacimiento, por lo que se engloba dentro del grupo de trastornos denominados cardiopatías congénitas. Se caracteriza por un desarrollo escaso de la porción izquierda del corazón, el ventrículo izquierdo está malformado y su fuerza contráctil es muy pobre, debido a ello el corazón derecho se hipertrofia y bombea sangre tanto para la circulación pulmonar como para la sistémica lo cual solo es posible gracias a la existencia de un conducto arterioso que permanece permeable. Es un trastorno poco frecuente pero muy grave, sin embargo la esperanza de vida de los niños afectados ha mejorado gracias a los modernos procedimientos terapéuticos.

## Incidencia
Se presenta un caso por cada 5 000 niños nacidos vivos, representa solo el 2.5% de las cardiopatías congénitas.

## Fisiopatología
Dentro de esta enfermedad se incluyen trastornos de diferente grado de severidad con alteraciones en el desarrollo de la aurícula izquierda, el ventrículo izquierdo, la aorta ascendente y las válvulas aórtica y mitral. La anomalía principal es la falta de desarrollo del ventrículo izquierdo que es incapaz de realizar su función de bombear sangre para oxigenar los tejidos. El ventrículo derecho se hipertrofia, recibe sangre del circuito izquierdo a través de un foramen oval permeable y se hace cargo tanto de la circulación pulmonar como de la sistémica que solo es posible por la permeabilidad del conducto arterioso que comunica los dos circuitos. Cuando el conducto arterioso se cierra después del nacimiento, se hace imposible está comunicación, aparecen síntomas muy graves y el paciente puede entrar en situación de choque hipovolémico.

## Tratamiento
El empleo de prostaglandinas (PGE1) como tratamiento permite mantener el conducto arterioso permeable hasta el momento adecuado para la intervención.
- Operación de Norwood
- Procedimiento de Fontan-Kreutzer.
- Trasplante de corazón